# Uiteindsche en Middelpolder
De Uiteindsche en Middelpolder is een poldergebied en een voormalig waterschap in de gemeente Ter Aar in de Nederlandse provincie Zuid-Holland.
Het waterschap was in 1827 opgericht als een samenvoeging van de Uiteindsche Polder (52° 9′ 38″ NB, 4° 42′ 8″ OL) en de Middelpolder (52° 10′ 21″ NB, 4° 42′ 32″ OL). De Uiteindsche polder was gesticht in 1570. Wanneer de Middelpolder was gesticht is niet duidelijk; de oudste vermelding dateert uit 1620.

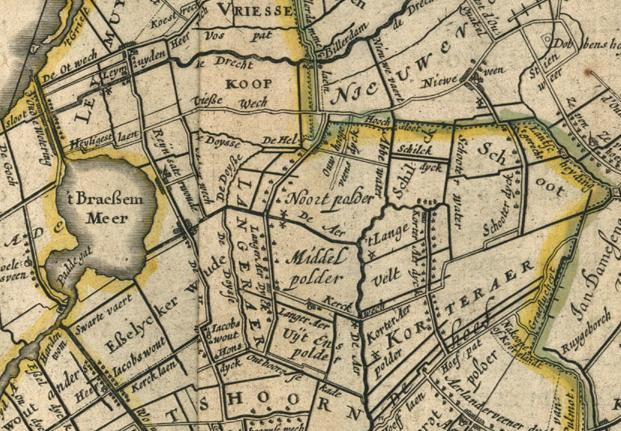
kaart 1665